# 詹弗兰科·马丁
詹弗兰科·马丁（義大利語：Gianfranco Martin，1970年2月15日—），意大利男子高山滑雪运动员。他曾代表意大利参加1992年和1994年冬季奥林匹克运动会高山滑雪比赛，其中1992年冬季奥运会获得一枚银牌。